# Erich Karl

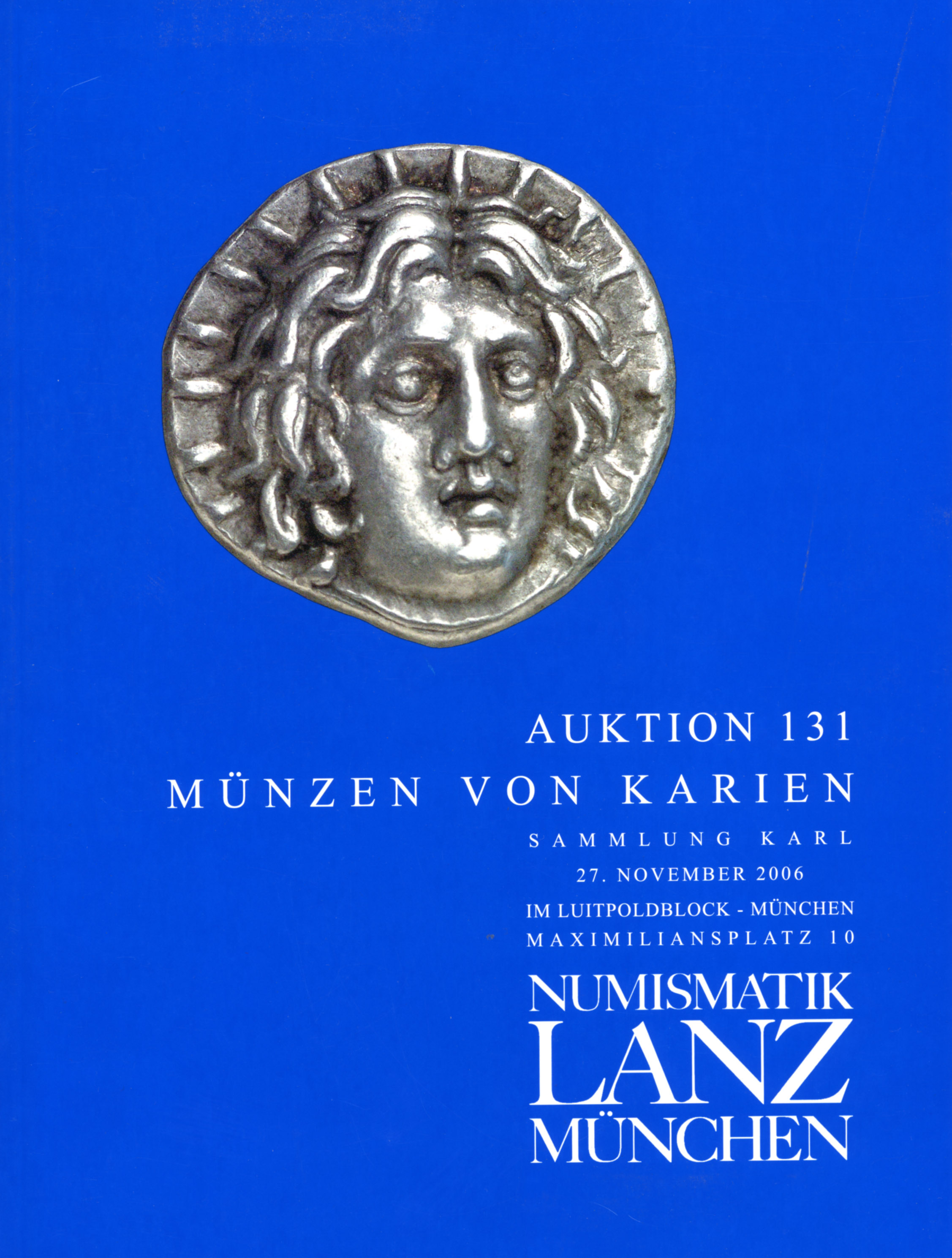
Titelblatt des Auktionskatalogs

Erich Karl (* 1924 in Ulm; † 2009 in Schelklingen) war ein deutscher Geschäftsmann, Kommunalpolitiker und Münzsammler.

## Leben
Der gelernte Speditionskaufmann Erich Karl arbeitete seit den 1950er Jahren in der Metallwarenfabrik Schelklingen (MEFA), zunächst als kaufmännischer Angestellter, danach bis 1991 als Geschäftsführer.
Erich Karl war lange Jahre Gemeinderat und stellvertretender Bürgermeister von Schelklingen. Als langjähriger Kommunalpolitiker wurde er mehrfach ausgezeichnet: er war Träger des Bundesverdienstkreuzes am Bande, erhielt die Ehrenmedaille des Landes Baden-Württemberg sowie für seine Verdienste um das Genossenschaftswesen die Gedenkmedaille in Gold. Schließlich wurde Erich Karl im Dezember 2001 von Bürgermeister Michael Knapp das Ehrenbürgerrecht der Stadt Schelklingen verliehen.

## Münzsammlung
Erich Karl trug eine Privatsammlung mit mehr als 800 Münzen der griechischen und römischen Periode aus der kleinasiatischen Provinz Karien zusammen. Sie wurde am 27. November 2006 im Auktionshaus Numismatik Lanz, München versteigert. Die Sammlung umfasste 837 Münzen. Darin enthalten waren Prägungen der Satrapen und Dynasten (Hekatomnos, Maussolos, Hidrieus, Pixodaros, Eupolemos sowie unbestimmter Satrapen), der karischen Städte (Alabanda, Alinda, Antiochia am Mäander, Aphrodisias, Apollonia-Salbake, Attuda, Bargylia, Chersones, Euromos, Halikarnassos, Herakleia-Salbake, Hydisos, Hyllarima, Iasos, Idyma, Kaunos, Keramos, Kidramos, Kindya, Knidos, Kranaos, Mygissos, Mylasa, Mindos, Orthosia, Sebastopolis, Stratonikeia, Syangela, Tabai, Trapezopolis) und der karischen Inseln (Kalymnos, Kos, Nisyros und Rhodos mit den Städten Ialysos, Kameiros, Lindos und Rhodos).
Dabei lag der Schwerpunkt der Sammlung vor allem auf den Prägungen der Stadt Rhodos und den Nachprägungen ihrer Münztypen.